# Penal de Valdenoceda
El penal de Valdenoceda fue una cárcel española situada en Valdenoceda, una pedanía de la Merindad de Valdivielso, en la provincia de Burgos. El edificio, anteriormente una fábrica, se utilizó como prisión entre 1938 y 1943, periodo que cubrió el final de la guerra civil española y los primeros años del franquismo. En él murieron 152 presos a causa de las malas condiciones.

## Historia
El edificio se construyó en la primera mitad del siglo XIX. A lo largo del siglo, se empleó como fábrica de harinas y probablemente a finales del mismo, la familia Alday adquirió el edificio para reconvertirlo en la primera fábrica de seda artificial de España. Sin embargo, la fábrica de seda acabó siendo desmantelada y trasladada a Burgos en 1928.
El 15 de noviembre de 1938, durante la guerra civil española, el ministro de Justicia de la zona sublevada Tomás Domínguez Arévalo emitió una orden oficializando como prisión central el edificio, que había sido acondicionado para tal uso por un batallón de presos trabajadores.
El penal de Valdenoceda estuvo en funcionamiento entre 1938 y 1943. De acuerdo con la estrategia de dispersión, la mayoría de los presos de Valdenoceda habían sido alejados de su lugar de origen (sobre todo, la provincia de Cuenca, además de Andalucía y Extremadura) y de sus familiares y amigos y transportados en tren o en vagones de ganado hasta Burgos o Villarcayo, y de allí a Valdenoceda. Como parte del sistema penitenciario del primer franquismo, se caracterizó por un elevado hacinamiento fruto de las numerosas detenciones que se llevaban a cabo, llegando a albergar a más de 1600 presos republicanos de una sola vez, cinco veces su capacidad máxima de 300. Por la prisión pasaron un total de 5834 presos. La crudeza del invierno, la falta de alimento y la proliferación de enfermedades provocaron la muerte de 152 presos, que fueron enterrados primero en el antiguo cementerio del pueblo y sucesivamente en dos áreas colindantes al haberse saturado la parcela anterior, con la excepción de unos pocos presos, que fueron enterrados a modo de castigo en una zona extramuros del cementerio.

## Memoria histórica
Tras varias décadas relegado al olvido el penal de Valdenoceda, José María González, nieto de uno de los presos que habían muerto allí, y su sobrino Eneko Vilches empezaron a recopilar información sobre otros presos fallecidos y se pusieron en contacto con sus familiares. Así, se formó un grupo de familiares de presos fallecidos en el penal que desde el año 2004 se reúne en el cementerio de Valdenoceda cada 14 de abril, aniversario de la Segunda República Española, para homenajear a los presos del penal, sobre todo a los que murieron en él. Este grupo se formalizó como la Agrupación de Familiares y Amigos de Represaliados en el Penal de Valdenoceda en abril de 2005.
Francisco Sempere, hijo de un preso superviviente, coordinó un foro de internet dedicado a recopilar información y documentación de los presos, y elaboró a partir de la Gaceta Histórica del BOE y otras fuentes una primera lista de 1193 nombres. Ante el deterioro que sufría el terreno donde supuestamente estaban enterrados los presos fallecidos en el penal, la asociación se puso en contacto con la Sociedad de Ciencias Aranzadi para organizar la exhumación. En 2006, la agrupación solicitó una primera subvención para emprender los trabajos de exhumación, que se llevaron a cabo al año siguiente, exhumándose 116 de los cuerpos. Solicitó una segunda subvención en 2009, tras la aprobación de la Ley de Memoria Histórica en 2007, para poder identificar los restos.

### Testimonios del penal de Valdenoceda
Varios presos del penal de Valdenoceda relataron su experiencia por escrito, en forma de ilustración, etc. Entre ellos:
- Isaac Arenal Cardiel (n. 1921), en sus memorias 95 Batallón de Soldados Trabajadores;
- Juan Antonio Gaya Nuño (1913-1976), historiador de arte y escritor, en Los gatos salvajes;
- José Robledano Torres (1884-1974), pintor e ilustrador, en los 318 Dibujos de la cárcel que se conservan en la Biblioteca Nacional;
- Ernesto Sempere Villarrubia (1920-2005), en Memorias de un superviviente del penal de Valdenoceda y en sus dibujos.

También es reseñable la historia (contada por el preso político Marcos Ana) de Ana Faucha. Madre de uno de los presos del penal, la mujer viajó desde Andalucía hasta Valdenoceda para ver a su hijo por última vez. Tras negarle la entrada en repetidas ocasiones, aparecería muerta una mañana en los alrededores de la cárcel con el paquete de comida entre las manos y cubierta de nieve. Ana Faucha se convertiría en símbolo de las madres de los presos políticos.